# Павло Фабій Максим
Павло Фабій Максим (46 рік до н. е. — 14 рік н. е.) — політичний діяч ранньої Римської імперії, консул 11 року до н. е. Був близьким другом Октавіана Августа

## Життєпис
Походив з патриціанського роду Фабіїв. Син Квінта Фабія Максима, консула-суфекта 45 року до н. е. 
Служив квестором Августа у східних провінціях. У 15 році до н. е. одружився з Марцією, донькою Луція Марція Філіпа, консула-суффекта 38 року до н. е., кузиною Августа, після цього разом з дружиною відвідав Кіпр.
У 11 році до н. е. обіймав посаду консула разом із Квінтом Елієм Тубероном. Під час його каденції сенат прийняв постанову про заснування посади куратора водопроводів. Потім на посаді проконсула управляв провінцією Азією з 10 по 9 рік до н. е. Тут провів реформу календаря, переніс початок року і перший день роботи посадових осіб на 23 вересня (день народження Августа), також прирівняв вживаний в Азії місячний рік до юліанського.
У 3 році до н. е. був легатом в Іспанії, зі спеціальним дорученням імператора Октавіана Августа з організації області Кантабрія і племені каллаіків. У 12 році Фабій входив до колегії понтифіків й арвальских братів.
У 14 році супроводжував Октавіана Августа у його секретній поїздці на острів Планазію до вигнаного онука Агріппи Постума. Помер між 14 травнем й 19 серпнем цього ж року при незрозумілих обставинах, ймовірно, наклав на себе руки через те, що видав таємницю поїздки Октавіана своїй дружині Марції й втратив довіру імператора.

## Родина
Дружина — Марція
Діти:
- Фабія Нумантіна
- Павло Фабій Персік, консул 34 року н. е.